# كارولين موس
كارولين موس (بالإنجليزية: Carolyn Moos)‏ مواليد 23 مايو 1978 في منيابولس، هي لاعبة كرة سلة أمريكية معتزلة تم اختيارها من قبل فريق فينيكس ميركوري خلال الدرافت وحملت الرقم 53. لعبت مع فرق فينيكس ميركوري، ميامي سول ومينيسوتا لينكس.

## روابط خارجية
- كارولين موس على موقع الاتحاد الوطني لكرة السلة النسائية (الإنجليزية)
- كارولين موس على موقع بروبوليرز (الإنجليزية)
- كارولين موس على موقع سبورتس رفرنس (الإنجليزية)